# Paris-Nice 1980
Paris-Nice 1980 est la 38e édition de la course cycliste Paris-Nice. La course a lieu entre le 5 et le 12 mars 1980. La victoire revient au coureur français Gilbert Duclos-Lassalle, de l'équipe Peugeot-Esso-Michelin, devant les coureurs de l'équipe TI-Raleigh-Creda Stefan Mutter et Gerrie Knetemann.
Disputée dans des conditions climatiques épouvantables, surtout au cours de l'étape de Saint-Étienne (verglas, neige et vent glacial), la victoire revient à Gilbert Duclos Lassalle, qui prend le maillot de leader à Saint Étienne, conserve ensuite son avance malgré les difficultés (arrivée en altitude à Villard-de-Lans, pluie glaciale et violente à Mandelieu-la-Napoule), pour conclure avec plus de trois minutes d'avance sur son dauphin, le Suisse Stephan Mutter.

## Participants
Dans cette édition de Paris-Nice, 126 coureurs participent divisés en 16 équipes : Peugeot-Esso-Michelin, TI-Raleigh-Creda, Bianchi-Piaggio, IJsboerke-Warncke, DAF Trucks-Lejeune, Teka, Cilo-Aufina, Miko-Mercier-Vivagel-Volvo, La Redoute-Motobécane, HB Alarmsystemen, Puch-Sem, Renault-Gitane, San Giacomo-Benetto, Marc-Carlos-V.R.D., Safir-Ludo et les Amis du Tour. L'épreuve est terminée par 58 coureurs.

## Étapes
| Étapes                 | Date    | Villes étapes                           | Km     | Vainqueur d'étape      | Leader du classement général |
| ---------------------- | ------- | --------------------------------------- | ------ | ---------------------- | ---------------------------- |
| Prologue               | 5 mars  | Issy-les-Moulineaux (clm)               | 4,3 km | Gerrie Knetemann       | Gerrie Knetemann             |
| 1re étape, 1er secteur | 6 mars  | Barbizon - Nemours (clm)                | 32 km  | Bianchi-Piaggio I      | Knut Knudsen                 |
| 1re étape, 2e secteur  | 6 mars  | Nemours - Auxerre                       | 116 km | Jan Raas               | Knut Knudsen                 |
| 2e étape               | 7 mars  | Auxerre - Château Chinon                | 187 km | Tommy Prim             | Tommy Prim                   |
| 3e étape               | 8 mars  | Château Chinon - Villefranche-sur-Saône | 187 km | Noël Dejonckheere      | Tommy Prim                   |
| 4e étape               | 9 mars  | Villefranche-sur-Saône - Saint-Étienne  | 131 km | Pierre Bazzo           | Gilbert Duclos-Lassalle      |
| 5e étape               | 10 mars | Saint-Étienne - Villard-de-Lans         | 185 km | Klaus-Peter Thaler     | Gilbert Duclos-Lassalle      |
| 6e étape               | 11 mars | Digne-les-Bains - Mandelieu-la-Napoule  | 143 km | Jean-Luc Vandenbroucke | Gilbert Duclos-Lassalle      |
| 7e étape, 1er secteur  | 12 mars | Mandelieu-la-Napoule - Nice             | 57 km  | Rik Van Linden         | Gilbert Duclos-Lassalle      |
| 7e étape, 2e secteur   | 12 mars | Nice - Col d'Èze (clm)                  | 11 km  | Gerrie Knetemann       | Gilbert Duclos-Lassalle      |

## Résultats des étapes

### Prologue
5-03-1980. Issy-les-Moulineaux, 4,3 km (clm).
|   | Cycliste         | Équipe            | Temps      |
| - | ---------------- | ----------------- | ---------- |
| 1 | Gerrie Knetemann | TI-Raleigh-Creda  | 5 min 53 s |
| 2 | Daniel Willems   | IJsboerke-Warncke | + 5 s      |
| 3 | Knut Knudsen     | Bianchi-Piaggio   | + 10 s     |

### 1reétape,1ersecteur
6-03-1980. Barbizon-Nemours, 32 km. (clm)
Chaque équipe est divisée en deux groupes de quatre coureurs.
|   | Équipe              | Temps        |
| - | ------------------- | ------------ |
| 1 | Bianchi-Piaggio I   | 42 min 55 s  |
| 2 | TI-Raleigh-Creda I  | + 22 s       |
| 3 | TI-Raleigh-Creda II | + 1 min 17 s |

### 1reétape,2esecteur
6-03-1980. Nemours-Auxerre, 116 km.
|   | Cycliste          | Équipe             | Temps           |
| - | ----------------- | ------------------ | --------------- |
| 1 | Jan Raas          | TI-Raleigh-Creda   | 3 h 26 min 25 s |
| 2 | Rik Van Linden    | DAF Trucks-Lejeune | m.t.            |
| 3 | Noël Dejonckheere | Teka               | m.t.            |

### 2eétape
7-03-1980. Auxerre-Château Chinon 187 km.
Onze coureurs, dont le champion du monde Jan Raas, sont exclus de la course pour avoir provoqué une grève d'une partie du peloton après le refus de la direction de course de neutraliser une portion du parcours (routes verglacées, poney obstruant la chaussée). Les 43 coureurs qui, avec Raas, terminent l'étape avec 30 minutes de retard sur les premiers, écopent d'une amende de 200 francs suisses.
|   | Cycliste          | Équipe                     | Temps           |
| - | ----------------- | -------------------------- | --------------- |
| 1 | Tommy Prim        | Bianchi-Piaggio            | 5 h 00 min 58 s |
| 2 | Gottfried Schmutz | Cilo-Aufina                | m.t.            |
| 3 | Sven-Åke Nilsson  | Miko-Mercier-Vivagel-Volvo | m.t.            |

### 3eétape
8-03-1980. Château Chinon-Villefranche-sur-Saône 187 km.
|   | Cycliste           | Équipe            | Temps           |
| - | ------------------ | ----------------- | --------------- |
| 1 | Noël Dejonckheere  | Teka              | 4 h 44 min 27 s |
| 2 | Daniel Willems     | IJsboerke-Warncke | m.t.            |
| 3 | Klaus-Peter Thaler | Teka              | m.t.            |

### 4eétape
9-03-1980. Villefranche-sur-Saône-Saint-Étienne, 131 km.
La neige, le verglas, le froid et les vents glacés rendent cette étape décisive. Duclos-Lassalle prend un avantage suffisant pour remporter le classement général.
La direction de course supprime les délais à l'arrivée. Cela permet à Bernard Hinault, qui perd plus de 45 minutes - en partie pour avoir pris le temps de réchauffer ses gants sur les pots d’échappement d'une moto de presse - de s'économiser.
27 coureurs abandonnent en cours d'étape.
|   | Cycliste                | Équipe                | Temps           |
| - | ----------------------- | --------------------- | --------------- |
| 1 | Pierre Bazzo            | La Redoute-Motobécane | 3 h 32 min 27 s |
| 2 | Gilbert Duclos-Lassalle | Peugeot-Esso-Michelin | m.t.            |
| 3 | Jacques van Meer        | HB Alarmsystemen      | m.t.            |

### 5eétape
10-03-1980. Saint-Étienne-Villard-de-Lans, 185 km.
|   | Cycliste           | Équipe            | Temps           |
| - | ------------------ | ----------------- | --------------- |
| 1 | Klaus-Peter Thaler | Teka              | 4 h 57 min 50 s |
| 2 | Daniel Willems     | IJsboerke-Warncke | m.t.            |
| 3 | Gerrie Knetemann   | TI-Raleigh-Creda  | m.t.            |

### 6eétape
11-03-1980. Digne-les-Bains-Mandelieu-la-Napoule, 143 km.
|   | Cycliste               | Équipe                | Temps           |
| - | ---------------------- | --------------------- | --------------- |
| 1 | Jean-Luc Vandenbroucke | La Redoute-Motobécane | 3 h 48 min 49 s |
| 2 | Rudy Pevenage          | IJsboerke-Warncke     | + 2 min 38 s    |
| 3 | Charly Bérard          | Puch-Sem              | + 3 min 22 s    |

### 7eétape,1ersecteur
12-03-1980. Mandelieu-la-Napoule-Nice, 57 km.
|   | Cycliste       | Équipe                | Temps           |
| - | -------------- | --------------------- | --------------- |
| 1 | Rik Van Linden | DAF Trucks-Lejeune    | 3 h 31 min 58 s |
| 2 | Daniel Willems | IJsboerke-Warncke     | m.t.            |
| 3 | Guy Sibille    | Peugeot-Esso-Michelin | m.t.            |

### 7eétape,2esecteur
12-03-1980. Nice-Col d'Èze, 11 km (clm).
|   | Cycliste         | Équipe                | Temps       |
| - | ---------------- | --------------------- | ----------- |
| 1 | Gerrie Knetemann | TI-Raleigh-Creda      | 20 min 28 s |
| 2 | Michel Laurent   | Peugeot-Esso-Michelin | + 18 s      |
| 3 | Tommy Prim       | Bianchi-Piaggio       | + 29 s      |

## Classements finals

### Classement général
|    | Cycliste                | Équipe                     | Temps            |
| -- | ----------------------- | -------------------------- | ---------------- |
| 1  | Gilbert Duclos-Lassalle | Peugeot-Esso-Michelin      | 30 h 18 min 55 s |
| 2  | Stefan Mutter           | TI-Raleigh-Creda           | + 3 min 02 s     |
| 3  | Gerrie Knetemann        | TI-Raleigh-Creda           | + 3 min 46 s     |
| 4  | Tommy Prim              | Bianchi-Piaggio            | + 4 min 04 s     |
| 5  | Silvano Contini         | Bianchi-Piaggio            | + 4 min 50 s     |
| 6  | Knut Knudsen            | Bianchi-Piaggio            | + 5 min 09 s     |
| 7  | Henk Lubberding         | TI-Raleigh-Creda           | + 5 min 46 s     |
| 8  | Jean-Luc Vandenbroucke  | La Redoute-Motobécane      | + 6 min 36 s     |
| 9  | Pierre Bazzo            | La Redoute-Motobécane      | + 7 min 17 s     |
| 10 | Sven-Åke Nilsson        | Miko-Mercier-Vivagel-Volvo | + 7 min 24 s     |